# Phönix-Orden

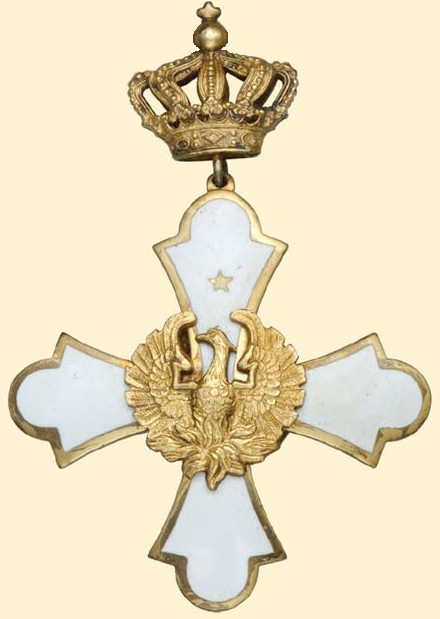
Ordenszeichen (2. Modell)

Der Phönix-Orden (griechisch Τάγμα του Φοίνικος Tagma tou Finikos) wurde am 13. Mai 1926 als Verdienstorden für Ausländer von der griechischen Regierung gestiftet und nach Wiedereinführung der Monarchie am 18. Januar 1936 in einen Zivil- und Militärorden für alle Personen verändert.

## Ordensklassen
Der Orden wird heute vom Staatspräsidenten in fünf Klassen verliehen:
- Großkreuz (Μεγαλόσταυρος)
- Großkommandeur (Ανώτερος Ταξιάρχης)
- Kommandeur (Ταξιάρχης)
- Kreuz in Gold (Χρυσός σταυρός)
- Kreuz in Silber (Αργυρός σταυρός)

## Ordensdekoration
Das Ordenszeichen ist ein weiß emailliertes goldenes Pfotenkreuz mit einem goldenen plastischen Phönix in der Mitte.
Für Militärverdienste wird der Orden mit gekreuzten Schwertern durch die Kreuzwinkel verliehen.

## Trageweise
Das Großkreuz wird mit einer Schärpe von der linken Schulter zur rechten Hüfte sowie einem achtstrahligen silbernen Bruststern getragen. Großkommandeure tragen den Bruststern sowie einen Halsorden, Kommandeure nur denselben. Das Kreuz in Gold oder Silber wird am Band auf der linken Brust getragen.
Das Ordensband ist gelb mit schwarzen Randstreifen.

## Bekannte Träger
- siehe: Träger des Phönix-Ordens